# Andreaeaceae
Famille
Les Andreaeaceae sont une famille de mousses qui comprend deux genres.

## Liste des genres
Selon ITIS:
- genre Andreaea Hrdw.y
- genre Acroschisma (Hook. f. & Wilson) Lindl.